# Kings of Convenience
Kings of Convenience là một bộ đôi hát nhạc indie folk-pop đến từ Bergen, Na Uy. Gồm có Erlend Øye và Eirik Glambek Bøe, nhóm nhạc được biết đến bởi giai điệu tinh tế, tiếng hát êm dịu, và tiếng guitar phức tạp, tinh tế của họ. Øye và Bøe đều sáng tác và hát.

## Lịch sử
Øye và Bøe đều sinh năm 1975 (Øye sinh vào 21 tháng 11 và Bøe sinh vào 25 tháng 10) và biết nhau từ khi học gặp nhau trong khi tham gia vào một cuộc thi địa lý lúc 10 tuổi. Ở tuổi 16, họ chơi cùng nhau trong ban nhạc  Skog ("rừng") với hai người bạn khác nữa, cho ra đời một EP, Tom Tids Tale, trước khi tan rã và sau đó thành lập bộ đôi Kings.
Bộ đôi đã ký hợp đồng với hãng đĩa Kindercore của Mỹ sau khi xuất hiện tại lễ hội châu Âu trong suốt hè năm 1999. Sau khi sống một thời gian ngắn tại London năm 2001, họ phát hành album đầu tay - Quiet Is the New Loud. Album này được xuất bản bởi nhà sản xuất của Coldplay - Ken Nelson. Album đã rất thành công và thậm chí đưa tên mình vào sự tiến triển của những nhạc sĩ pop không nổi danh (gồm các ban nhạc acoustic cùng thời như Turin Brakes) mà đã coi Belle & Sebastian và Simon & Garfunkel như cảm hứng của họ và tập trung nhiều hơn vào giai điệu êm dịu, nhiều thông điệp.
Versus, một album trộn lại các bài hát từ Quiet Is the New Loud, ra đời không lâu sau đó. Sau năm này, không được nghe nhiều về ban nhạc nữa. Øye dành một bài năm sau sống ở Berlin và làm việc đơn lẻ, cho ra đời âm nhạc dưới sê-ri DJ Kicks cũng như một album đơn có tên Unrest. Anh cũng có một sự án ngoài lề có tên The Whitest Boy Alive.
Đến năm 2004 Kings mới phát hành Riot on an Empty Street. Video của "I'd Rather Dance With You", đĩa đơn thứ hai từ album, đã nằm trong danh sách nhạc Âu của MTV bởi danh hiệu video nhạc hay nhất của 2004. Album đó cũng hợp tác với nghệ sĩ cũng thời - Feist.
Ban nhạc có một thời kỳ không hoạt động, dẫn đến sự suy đoán rằng họ đã ngừng làm việc với nhau. Tuy nhiên, ngày 7 tháng 3 năm 2007, bộ đôi đã diễn một buổi diễn tại thành phố  Mexico. Cũng có một buổi diễn được sếp lịch vào ngày 6 tháng 3, nhưng đã bị hoãn, bởi Øye có một vấn đề với "chứng bệnh Montezuma's Revenge" và cảm thấy không được khỏe. Họ đã diễn hai buổi vào ngày 7 tháng 3 và công bố họ sẽ bắt tay vào thực hiện album mới của họ tại Puerto Vallarta, Mexico. Vào tháng 1 năm 2008, ban nhạc đã diễn nhiều buổi tại các thành phố ở Bắc Na Uy - Tromsø, Svolvær và Bodø, và một thành phố ở Thụy Điển - Umeå cùng một buổi diễn vào tháng 8 tại Stockholm.
Hiện tại, ban nhạc đã đi diễn tour đại Bắc Mỹ và châu Âu, gồm Boston, New York, Toronto, Detroit; châu Âu gồm Italy, Thụy Sĩ và Tây Ban Nha. Tại một số điểm dừng chân ở Mỹ trong tour của họ, họ đã xuất hiện với ban nhạc Franklin for Short mà đã tham gia với họ trên sân khấu một vài lần.
Album thứ ba, có tên Declaration of Dependence, được phát hành vào 20 tháng 10 năm 2009.

## Tổng hợp

### Các album
| Năm  | Album                                                       | Xếp hạng | Xếp hạng | Xếp hạng | Xếp hạng | Xếp hạng  | Xếp hạng | Xếp hạng |          |
| Năm  | Album                                                       | Na Uy    | Anh      | Italy    | Pháp     | Thụy Điển | Mỹ       | Mỹ Heat. | Mỹ Indie |
| ---- | ----------------------------------------------------------- | -------- | -------- | -------- | -------- | --------- | -------- | -------- | -------- |
| 2001 | Quiet Is the New Loud - Phát hành: 6 tháng 3 năm 2001       | 1        | 72       | —        | 103      | —         | —        | —        | —        |
| 2001 | Versus - Phát hành: 30 tháng 10 năm 2001                    | 30       | 135      | —        | —        | —         | —        | —        | —        |
| 2004 | Riot on an Empty Street - Phát hành: 21 tháng 6 năm 2004    | 2        | 49       | 3        | 80       | 53        | —        | —        | 41       |
| 2009 | Declaration of Dependence - Phát hành: 20 tháng 10 năm 2009 | 8        | 69       | 10       | 71       | 53        | 112      | 3        | —        |

### Các EP
- Magic in the Air (CD có 3 bài hát; bao gồm bản phối lại bài hát "Manhattan Skyline"của a-ha) (2001)
- Playing Live in a Room (CD có 5 bài hát) – Virgin – (2000)
- Kings of Convenience's Live Acoustic Sessions - Milan 2009 (EP có 4 bài hát) (2010)

### Các đĩa đơn
| Năm  | Đĩa đơn                            | Xếp hạng | Album                     |
| Năm  | Đĩa đơn                            | Anh      | Album                     |
| ---- | ---------------------------------- | -------- | ------------------------- |
| 1999 | "Brave New World"                  | —        |                           |
| 1999 | "Failure"                          | —        | Quiet is the New Loud     |
| 1999 | "Toxic Girl"                       | —        | Quiet is the New Loud     |
| 2001 | "Failure" (phát hành lại)          | 63       | Quiet is the New Loud     |
| 2001 | "Toxic Girl" (phát hàng lại)       | 44       | Quiet is the New Loud     |
| 2001 | "Winning a Battle, Losing the War" | 82       | Quiet is the New Loud     |
| 2004 | "Misread"                          | 83       | Riot on an Empty Street   |
| 2004 | "I'd Rather Dance with You"        | 60       | Riot on an Empty Street   |
| 2005 | "Know How" (hợp tác với Feist)     | 86       | Riot on an Empty Street   |
| 2009 | "Mrs. Cold"                        | —        | Declaration of Dependence |
| 2009 | "Boat Behind"                      | —        | Declaration of Dependence |

### Hợp tác
- Cornelius – "Drop (The Tusen Takk Rework)" (2002) và "Omstart" (2006)
- Feist – "Know-How" và "The Build Up" (Riot on an Empty Street) và trong "Cayman Islands" từ đĩa đơn "Know-How" (2004)
- Biz Markie - "Clowns and Kings" EP Split Tour (2004)

## Liên kết
- Trang chính thức của Kings of Convenience Lưu trữ ngày 24 tháng 1 năm 2005 tại Wayback Machine
- Trang chính thức của Erlend Øye  Lưu trữ ngày 16 tháng 11 năm 2011 tại Wayback Machine

Bản mẫu:Kings of Convenience